# Perełkowiec japoński

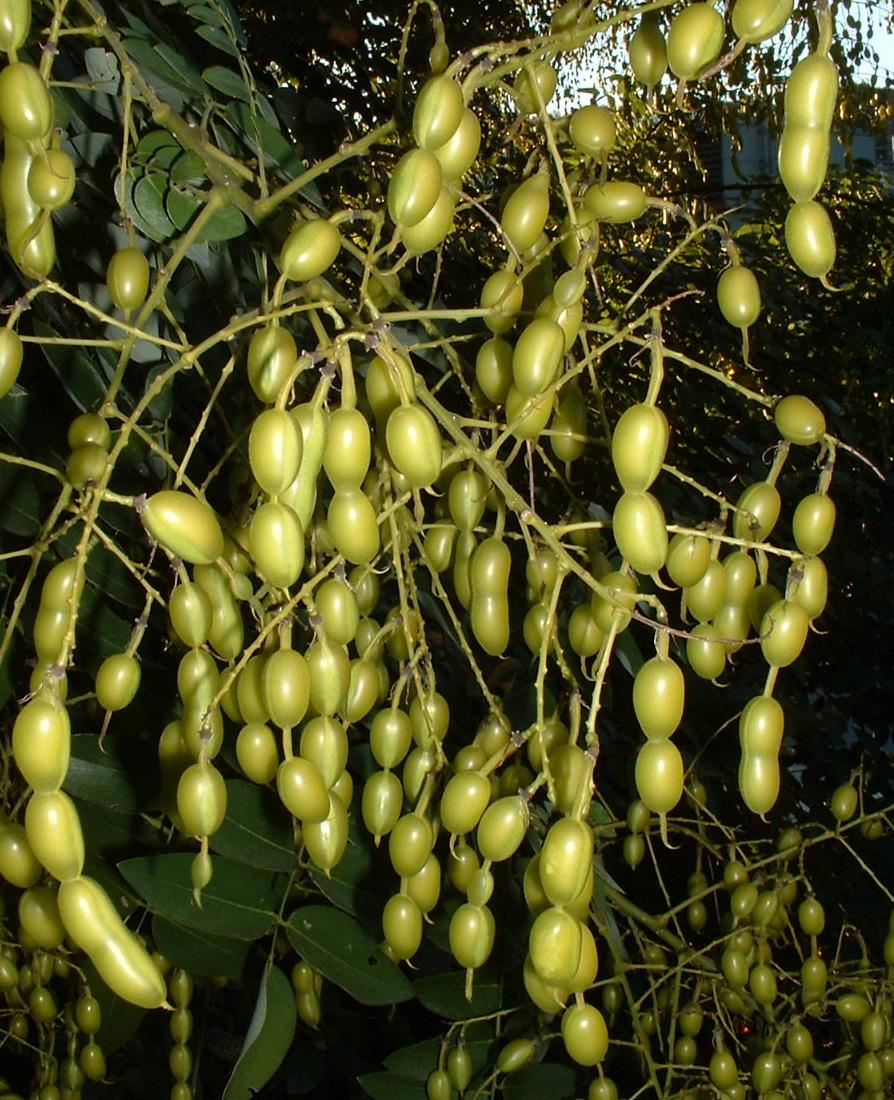
Charakterystyczne mięsiste strąki

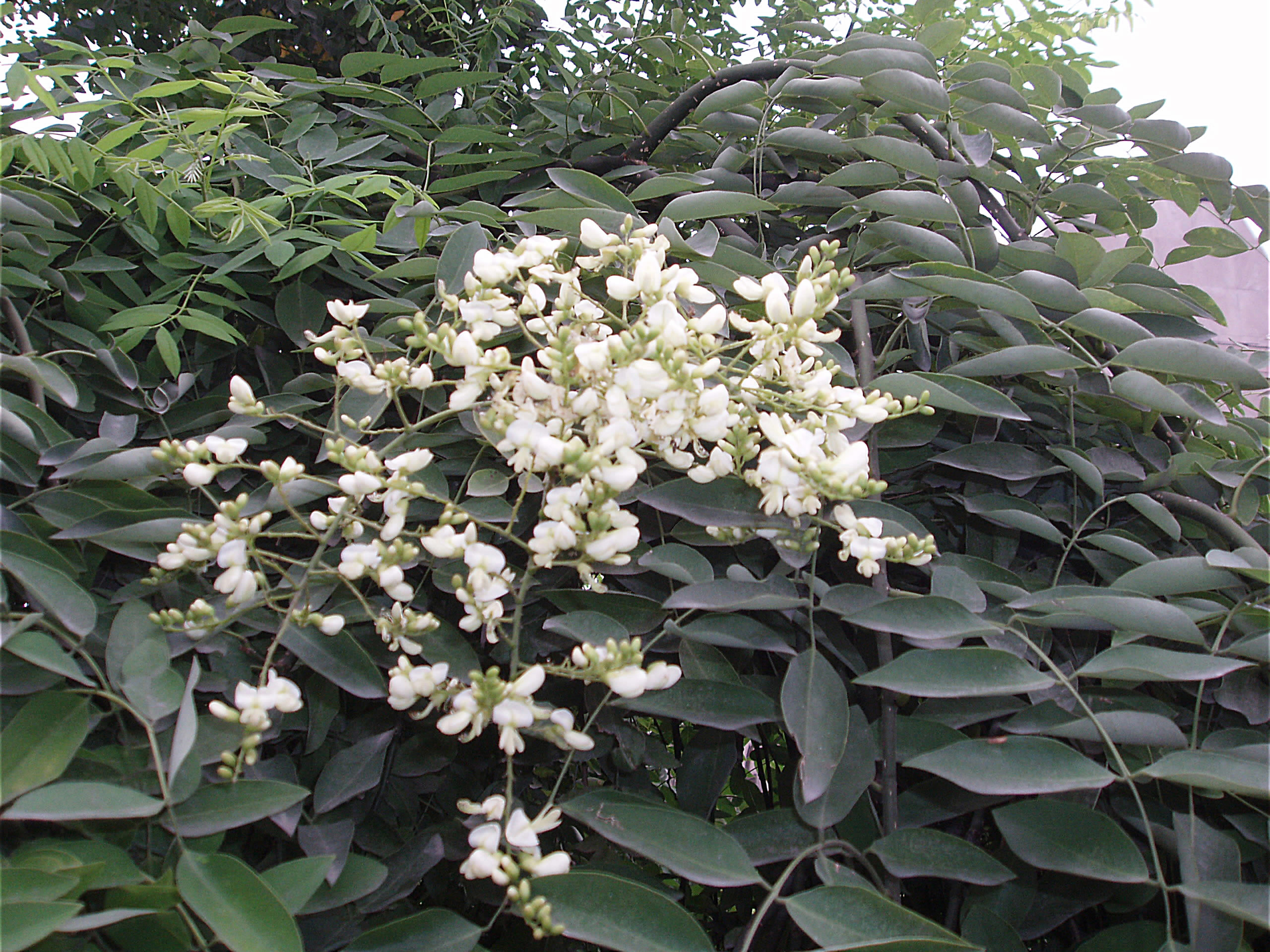
Kwiaty

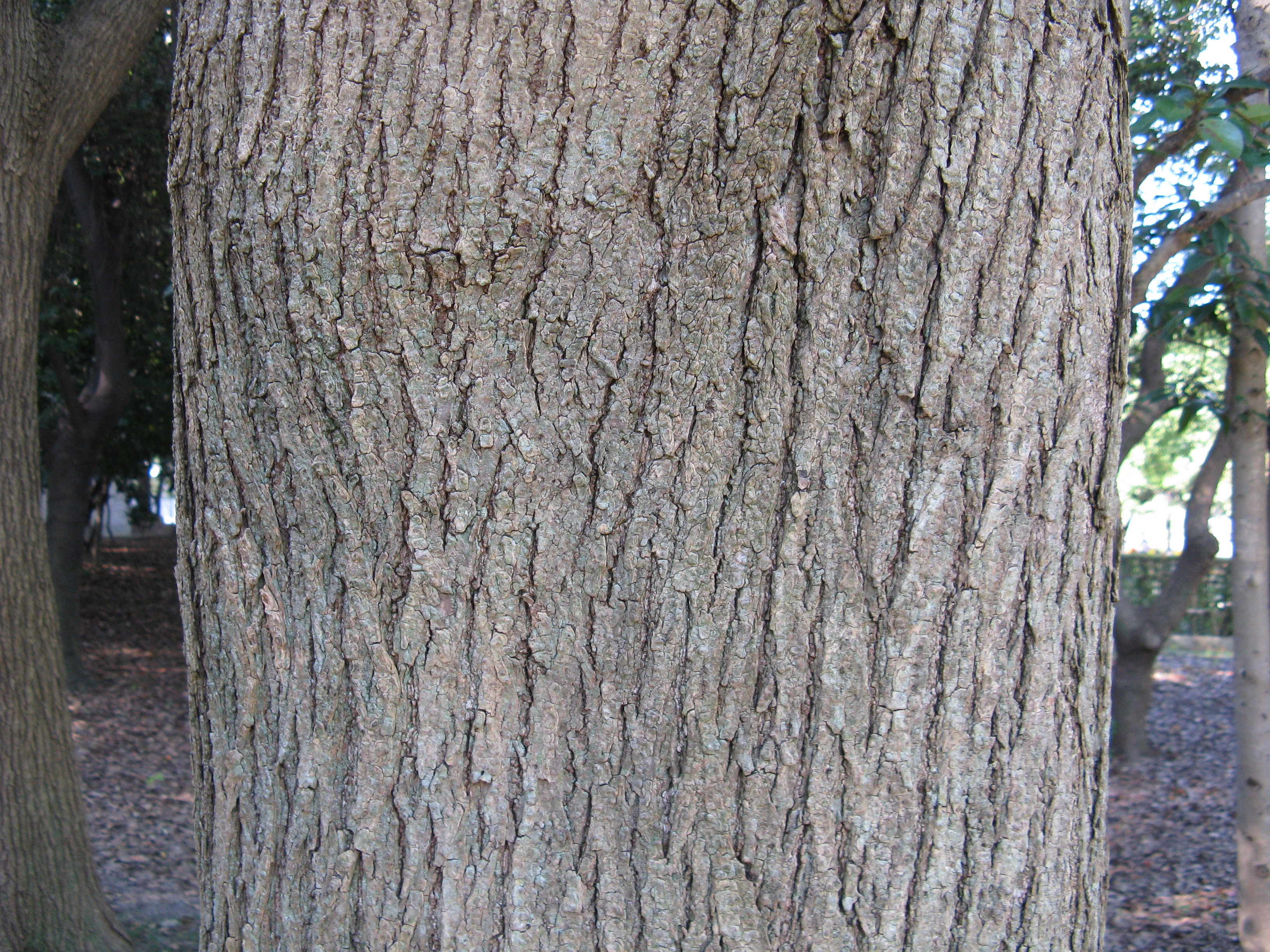
Pień

Perełkowiec japoński, szupin chiński, szupin japoński, sofora japońska (Styphnolobium japonicum (L.) Schott) – gatunek drzewa z rodziny bobowatych. Sprowadzony do Europy w 1750 z Japonii. Wbrew niektórym nazwom nie pochodzi z Japonii, lecz z Chin i Korei. Licznie hodowany w parkach i ogrodach we Francji i południowej Anglii. W Europie Środkowej głównie po południowej stronie Karpat. W Polsce z rzadka wysadzany w parkach i ogrodach botanicznych.

## Nazewnictwo
- W niektórych ujęciach taksonomicznych zaliczany był do rodzaju Sophora (szupin) i stąd jego nazwy polskie sz. chiński, sz. japoński, sofora japońska. Według najnowszych ujęć taksonomicznych należy do rodzaju Styphnolobium (perełkowiec) i jego prawidłowa nazwa to perełkowiec japoński Styphnolobium japonicum[4].
- Dawniej wydzielane odmiany i formy S. japonica f. oligophylla Franch., S.japonica f. pendula Zabel, S. japonica var. pubescens (Tausch) Bosse, S. japonica var. violacea Carrière według powyższego ujęcia taksonomicznego to synonimy typowej formy gatunku[4].

## Morfologia
PokrójDrzewo dorastające do 25 m wysokości z szeroką, zaokrąglona koroną. Średnica pnia przekracza 1 m na wysokości 1,3 m. Egzemplarz w mieście Michalovce we wschodniej Słowacji posiada pień o średnicy 115 cm.
PędyGałązki ciemnozielone. Kora na starych pędach ciemnoszara głęboko spękana. Pęd zbierzysty lekko wygięty. Bardzo nieliczne przetchlinki. Pąki ukryte w pachwinach liści.
DrewnoO brązowej twardzieli. Twarde, lekkie, wytrzymałe o dobrych właściwościach technicznych. Zarówno drewno jak i kora mają specyficzny zapach.
LiścieUlistnienie skrętoległe, liście nieparzystopierzaste o długości do 25 cm składające się z 5 (11) do 17 listków, listki jajowate długości 2 (3) – 5 cm. Górna strona liści ciemnozielona i błyszcząca, dolna sinawa (owłosiona). Listki na końcach zaostrzone.
KwiatyZebrane w luźne wiechy na pędach szczytowych do 30 cm długości. Kredowobiałe, obupłciowe.
OwoceZielone mięsiste strąki, przewężone między nasionami, w przekroju okrągłe do 8 cm długości, 3-6 czarnych nasion w strąku. Miąższ zielony, galaretowaty.

## Biologia i ekologia
- Kwitnie w końcu lipca i w sierpniu. Kwiaty zapylane przez owady. Owocuje we wrześniu i październiku. W warunkach środkowoeuropejskich czas kwitnienia przesuwa się nawet na wrzesień, a dojrzewania nasion na listopad[5]. W Polsce nasiona bardzo rzadko dojrzewają, konieczny do tego jest długie i ciepłe lato. Rozpoczyna owocowanie w wieku 30 lat.
- Siedlisko: Duża tolerancja w stosunku do gleby. Lubi gleby żyzne świeże i głębokie w miejscach ciepłych, słonecznych osłoniętych. Szupin chiński jest odporny na suszę, zasolenie i zanieczyszczenie powietrza. Nieodporny na mrozy, szczególnie siewki i osobniki młode.

## Zastosowanie
Roślina ozdobnaW Polsce obecnie prawie niesadzona. Późne kwitnienie i późne zrzucanie (listopad) liści czynią z tego gatunku ciekawe drzewo dekoracyjne. Liście opadające późną jesienią w przeciwieństwie do większości gatunków ozdobnych nie zmieniają barwy. Urozmaica i ożywia kolorystykę jesiennego parku. Znane są formy dekoracyjne (płaczące, kolumnowe), a także o fioletowych kwiatach.
Roślina miododajnaCenna dla pszczelarstwa ze względu na późne kwitnienie miododajnych i pyłkodajnych kwiatów.
Roślina leczniczaWykorzystywana w tradycyjnej chińskiej medycynie ludowej, zaliczana do 50 podstawowych ziół.
Roślina przemysłowaDrewno odznaczające się dobrymi właściwościami technicznymi ma zastosowanie w stolarstwie, meblarstwie i przemyśle parkietowym oraz w wyrobie instrumentów muzycznych.